# تازه‌کند (پلدشت)
تازه‌کند، روستایی است از توابع بخش مرکزی شهرستان پلدشت و در شهرستان پلدشت استان آذربایجان غربی ایران.

## جمعیت
این روستا در دهستان چایپاسار شرقی قرار داشته و بر اساس سرشماری سال ۱۳۸۵ جمعیت آن ۱۲۹نفر (۲۵ خانوار) 
بوده است.